# 초기 우주의 양자요동
초기 우주의 양자 요동(또는 초기 우주의 밀도 요동, Primordial Density Perturbation)은, 빅뱅(재열화 또는 Reheating) 이전 인플레이션 시기에 양자역학적 효과에 의하여, 열들이 우주의 지평에서 빠져나가지 못하기 때문에 열적 평형을 이루고, 이것이 복사의 형태가 되고 그후 파동이된다. 이것을 초기 우주의 양자요동이라 한다.
초기 우주의 인플레이션은 우주의 지평을 무시하고 공간을 빠르게 팽창시킨다. 때문에 인플라톤들의 양자요동을 우주의 지평 밖으로 밀려나가게 한다. 이때, 양자요동들은 우주의 지평 밖에서 하나씩 합쳐지게 되고, 곡률이 미세하게 달라지게 된 물질섭동(물질요동)이 된다. 이것을 양자요동이 물질요동으로 가는 과정이라 본다. 이것은 물질분포의 비등방성(또는 중력의 비등방성)을 낳았다(흔히 양자요동을 '얼려'서 거시적인 차이를 만들어냈다고 표현하기도 한다). 물질분포의 비등방성은 우주에 은하와 항성, 행성, 그리고 생명체가 탄생할 수 있게 하였다. 따라서 '우주와 생명의 진정한 기원'을 논할 때, 과학자들은 빅뱅 그 자체보다 인플레이션을 더 중요한 사건으로 본다.
따라서 현재 우리우주의 모습은 인플레이션 시기의 양자 요동이 밀도 요동을 낳고, 이 우리우주 밖으로 밀러나간 밀도 요동이 감속팽창 시기에 다시 들어오게 되어 현재와 같은 모습을 띠게 되었다. 이것의 잔재를 우리는 우주배경복사의 형태로 보고있다.
위와 같은 내용은 호킹에 의해 예측된 블랙홀 사건의 지평선에서의 양자역학적 효과(호킹복사)를, 우주의 지평으로 확장하였을 때 발생하는 현상들을 풀어나가며 밝혀지게 되었다. 이 이론을 통하여 얻어낸 밀도 분포는 우리 우주의 밀도 분포와 정확하게 일치한다.

## 같이 보기
- 대폭발
- 원시 블랙홀